# Koncyliacja
Koncyliacja (ang. i fr. conciliation z łac. conciliatio 'porozumienie, pojednanie' od conciliare 'jednoczyć; pojednać') – jedna z metod alternatywnego (pozasądowego) rozwiązywania sporów, w tym  międzynarodowych. Polega ona tak jak mediacja na udziale osoby trzeciej, z tym że ta, inaczej niż w przypadku mediacji, nie tylko mediuje, ale występuje z konkretnymi propozycjami rozwiązania istniejącego sporu (propozycją ugody). W większym stopniu niż mediator koncyliator może też ingerować w sposób, w jaki strony porozumiewają się ze sobą i dostarczają informacje na temat sporu. 
Według Instytutu Prawa Międzynarodowego w 1961 roku koncyliacja jest metodą załatwiania sporów międzynarodowych wszelkiego rodzaju, zgodnie z którą strony powołują komisję, bądź na podstawie stałej, bądź też w trybie ad hoc, dla zajęcia się problemem. Komisja ta zmierza do bezstronnego zbadania sporu i podejmuje próbę ustalenia rozwiązania, które mogłoby być przyjęte przez strony, albo też dostarczenia stronom pomocy w załatwieniu sporu, o jaką one się zwrócą.
Od mediacji różni się tym, że komisja koncyliacyjna sama formułuje propozycję załatwienia sporu (w mediacji w opracowywaniu propozycji biorą udział strony sporu – tutaj komisja robi to sama). Od postępowania rozjemczego czy sądowego różni się tym, że wyniki prac komisji koncyliacyjnej nie są obowiązujące, stanowią jedynie propozycję dla stron, która może zostać odrzucona lub być przedmiotem dalszych negocjacji. Komisja koncyliacyjna nie jest skrępowana przepisami prawa międzynarodowego, może wręcz zaproponować ich zmianę (dotyczy to zwłaszcza umów bilateralnych, bo komisje takie występują głównie w sporach dwustronnych).

## W Polsce
W Polsce, w myśl art. 21 ustawy o umowach międzynarodowych:
W przypadku powstania sporu ze stroną lub stronami umowy międzynarodowej, o poddaniu sporu sądowi, arbitrażowi lub koncyliacji decyduje Rada Ministrów na wniosek ministra właściwego do spraw, których dotyczy ta umowa, uzgodniony z ministrem właściwym do spraw zagranicznych.
Zatem jeżeli spór dotyczy na przykład umowy międzynarodowej, regulującej stawki podatkowe, zawartej z innym państwem, to wówczas minister finansów po uzgodnieniu z Ministrem Spraw Zagranicznych zwraca się do Rządu z wnioskiem o poddanie sporu koncyliacji. Rząd może ten wniosek w drodze uchwały przyjąć lub odrzucić.